# Francesc I del Sacre Imperi Romanogermànic
Francesc I del Sacre Imperi Romanogermànic (francès: François Ier du Saint-Empire)  (Nancy, 8 de desembre de 1708 - Innsbruck, 18 d'agost de 1765)  conegut també amb els noms de Francesc II de Toscana o Francesc III de Lorena, fou el duc de Lorena, gran duc de la Toscana i nomenat emperador romanogermànic gràcies al seu matrimoni amb l'arxiduquessa hereva Maria Teresa I d'Àustria. Francesc és el fundador de la branca dels Habsburg-Lorena sorgida arran de la seva unió marital.

## Biografia
Francesc Esteve de Lorena era el fill del duc Leopold I de Lorena i de la princesa Elisabet Carlota d'Orleans. Francesc era net per via paterna del duc Carles V de Lorena i de l'arxiduquessa Elionor Maria d'Àustria i per via materna del duc Felip d'Orleans i de la princesa Elisabet Carlota del Palatinat. A més a més per via materna era besnet del rei Lluís XIII de França a través dels ducs d'Orleans i besnebot del rei Lluís XIV de França.
Francesc I tenia molts lligams amb la Casa d'Àustria, descendent de l'emperador Ferran III del Sacre Imperi Romanogermànic, era el seu besavi, i pertanyent a una família que s'havia distingit pel seu servei incondicional a Àustria i als Habsburg havia passat llargues temporades de la seva vida a la cort vienesa.
Carles VI del Sacre Imperi Romanogermànic aviat veié en Francesc un candidat ideal per casar amb la seva filla i hereva, l'arxiduquessa Maria Teresa I d'Àustria. Francesc pertanyia a una casa menor de la reialesa amb la qual cosa la unió amb Maria Teresa no comprometia a Àustria a cap aliança política de futur i a més a més les possessions de Francesc permetien portar a terme una important obra d'enginyeria política per l'acceptació de Maria Teresa com a hereva per part de les potències. A les capitulacions matrimonials, Francesc es comprometé a cedir el ducat de Lorena, possessió immemorial de la seva família, al príncep Estanislau I de Polònia que havia estat expulsat de Polònia essent el candidat profrancès i sogre de Lluís XV de França. Alhora, a la mort d'Estanislau, el ducat s'integraria a la Corona francesa com a dot de la muller del rei Lluís, la princesa Maria Leszczyńska. Francesc era compensat de tres maneres diferents, d'una banda se li cedia el Gran Ducat de Toscana, ja que els Mèdici no tenien descendent clar al gran ducat, de l'altra se li dona una més que important compensació econòmica que farà de Francesc un home molt ric i finalment amb la promesa francesa de no intervenir en la successió a l'Imperi.
Francesc es casà amb Maria Teresa I d'Àustria el 12 de febrer de l'any 1736 a la catedral de Viena. S'establí posteriorment durant una temporada a Florència on fou declarat gran duc a la mort de l'últim Mèdici. La parella tingué setze fills:
- Maria Elisabet (1737-1740)
- Maria Anna (1738-1739)
- Maria Carolina (1740-1741)
- Josep II, emperador romanogermànic (1741-1790). Es casà en primeres núpcies amb la princesa Isabel de Borbó-Parma i en segones núpcies amb la princesa Maria Josepa de Baviera.
- Maria Cristina d'Àustria (1742-1798). Es casà amb el príncep Albert de Saxònia. Esdevingué governadora dels Països Baixos austríacs.
- Maria Elisabet d'Àustria (1743-1808)
- Carles d'Àustria (1745-1761)
- Maria Amàlia d'Àustria, duquessa de Parma, (1746-1804). Es casà amb el duc Ferran I de Parma l'any 1769.
- Leopold II, emperador romanogermànic (1747-1792). Es casà amb la infanta Maria Lluïsa d'Espanya. Exercí durant el període (1765 - 1792 el càrrec de Gran duc de Toscana.
- Maria Carolina (1748-1748)
- Maria Joana (1750-1762)
- Maria Jose (1751-1767).
- Maria Carolina, reina de les Dues Sicílies, (1751-1814). Es casà amb el rei Ferran I de les Dues Sicílies l'any 1768.
- Ferran III de Mòdena, arxiduc, (1752-1819). Es casà amb l'hereva de la Casa dels Este la princesa Maria Beatriu d'Este hereva dels dominis del Ducat de Mòdena, el Principat de Carrara i el Ducat de Massa. L'any 1803 com a compensació per l'annexió napoleònica de Mòdena reberen el principat de Brisgòvia.
- Maria Antonieta d'Àustria, (1755-1792), es casà amb el rei Lluís XVI de França i fou executada a la Plaça de la Bastilla, París, en mans de la República francesa.
- Maximilià d'Àustria, bisbe-elector (1756-1801) Des de 1784 i fins a la seva mort ostentà el càrrec d'elector-bisbe de Colònia un càrrec històricament vinculat a la família dels Habsburg.

L'any 1745, després de la victòria austríaca a la Guerra de Successió austríaca, fou declarat emperador romanogermànic per la Dieta. A partir d'aquest moment Francesc cedeix el poder a la seva muller tot i que se li mantindrà un estatus de corregent. Francesc es dedicà a les seves dues grans aficions, la caça i els negocis.
Amb la compensació rebuda pel ducat de Lorena, Francesc sabé invertir correctament, crear fàbriques i llocs de treball. A la seva mort, els Habsburg eren rics per primera vegada a la història i no ho deixaren de ser fins a l'any 1918.
Francesc morí l'any 1765 a Viena i fou enterrat al Convent dels Caputxins de Viena, la cripta tradicional dels Habsburg.